# Frankie Drake Mysteries
Frankie Drake Mysteries es una serie de televisión canadiense de género dramático, que se estrenó en la cadena CBC Television en la temporada 2017-2018. Se estrenó en su país de origen el 6 de noviembre de 2017. El 5 de abril de 2018 fue anunciada su renovación por una segunda temporada.
Se estrenó en España el 8 de abril de 2018 en el canal de televisión COSMO.

## Sinopsis
Lauren Lee Smith interpreta a Frankie Drake, creadora de la primera agencia de detectives femenina en los años 20 en la ciudad de Toronto, Canadá, con la compañera y amiga Trudy, interpretada por Chantel Riley. El reparto también incluye a Rebecca Liddiard como la "policía de la moral" Mary Shaw.

## Reparto
- Lauren Lee Smith como Frankie Drake, la primera detective femenina de Toronto y propietaria de la agencia de detectives Drake.
- Chantel Riley como Trudy Clarke, compañera y socia de Frankie en la agencia.
- Rebecca Liddiard como Mary Shaw, una policía de la moral que ayuda a Frankie con sus casos.
- Grace Lynn Kung como Wendy Quon, propietaria de Quon's Café en The Ward, y que es frecuentado por las protagonistas.
- Sharron Matthews como Flo, trabajadora en el depósito de cadáveres de Toronto.
- Emmanuel Kabongo como Moses Page, el entrenador de boxeo de Frankie.
- Steve Lund como Ernest Hemingway, escritor y reportero que trabaja en elToronto Star.

La serie incluye como personajes secundarios a Laurence Fox como Greg Mills, el mecánico de Phillip Anderson y Wendy Crewson como Nora, la madre de Frankie.

## Producción
La serie fue creada por Carol Hay y Michelle Ricci, las cuales ejercieron de guionistas y productoras, y anteriormente habían trabajado en Murdoch Mysteries juntas. La producción corre a cargo de Shaftesbury Films.
El 5 de abril de 2018 se anunció que la serie se renovaba por una segunda temporada de diez episodios.